# 弦 (天文學)

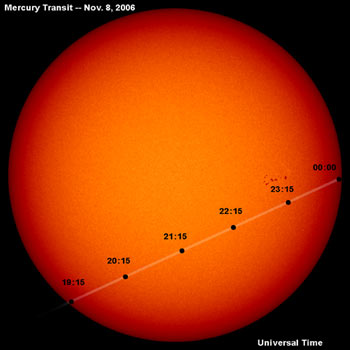
水星凌日時橫跨太陽的弦。

在天文學的領域中，術語弦通常是指在掩星事件中掠過天體的線。通過精確測量事件開始和結束的時間，結合觀測者已知位置和天體的軌道，可以確定弦的長度，從而得知掩星天體的大小。通過結合從幾個不同位置進行的觀測，可以確定掩星天體的多條弦，從而給出其更準確的大小和形狀模型。這種在同一事件中使用多個觀測者的技術，已被用於為小行星建構出更複雜的形狀模型，而其形狀可能非常的不規則。一個值得注意的例子發生在2022年，當時從歐洲可以觀測到(345) Tercidina從一顆非常亮的星前方經過，掩蔽了這顆恆星。在這次事件中，一個由至少105名觀察員組成的團隊記錄了小行星表面的75條弦線，從而可以非常準確地確定小行星的大小和形狀。
除了使用已知軌道來確定對象大小外，還可以使用相反的過程。在這種用法中，掩星物體的大小被認為是已知的，並且掩星時間可以用來確定背景物體在前景物體上追跡的弦的長度。知道了這個弦和前景對象的大小，就可以確定對象更精確的軌道。
「弦」一詞的用法類似於幾何概念（參見：弦 (幾何)）。不同之處在於，在幾何意義上，弦指的是末端位於圓上的線段，而在天文學的意義上，掩星體的形狀不一定是圓形。

## 觀察過程
由於單個天體的掩星事件非常罕見，因此觀測掩星事件的過程從創建候選目標清單開始。該清單是由電腦通過分析具有已知軌道參數的大量天體的軌道運動生成的。一旦選定了一個候選事件，其航線所經過觀測者的場地，就開始了觀測的準備工作。在預測事件發生前幾分鐘，觀測望遠鏡就對準目標恆星，並記錄恆星的光變曲線。光變曲線的記錄在預測事件期間和之後的短時間內仍需繼續進行。這種額外的記錄時間部分是由於掩星天體軌道的不確定性，但也由於有可能探測到圍繞主天體運行的其它天體的可能性（例如，在雙小行星的情况下，以及圍繞行星天王星的環系統也是以這種管道探測到的。）
確定光變曲線的確切方法取決於觀測者可用的特定設備和觀測目標，然而，在所有掩星事件中，準確的時間是觀測過程的重要組成部分。前景物體遮蔽另一個天體的確切時間，可以用來沿著掩星天體的軌道計算出非常精確的位置。此外，由於量測到的光變曲線下降的持續時間給出了物體的大小，並且由於掩星事件通常只持續幾秒鐘左右，因此需要非常快的積分時間來實現沿光變曲線的高時間分辯率。實現非常高的時間精度的第二種方法是實際使用長時間曝光，並允許目標恆星在曝光期間漂移穿過CCD。這種方法被稱為拖曳影像法，沿著照片產生一條條紋，其厚度對應於目標恆星的亮度，沿著條紋方向的距離表示時間；這樣，即使目標恆星對於使用上述高頻短曝光的方法可能太暗，也能獲得非常高的時間精度。在足够高的時間分辯率下，甚至可以確定背景恆星的角度大小。
一旦記錄了光變曲線，就可以通過計算確定掩星體的弦。通過使用掩星事件的開始和結束時間，可以計算出觀測者和掩星物體在空間中的位置（由於天體和觀測者都在移動，這一過程變得複雜）。知道這兩個位置，再加上指向背景對象的方向，可以使用簡單的幾何來確定弦的兩個端點。

## 外部連結
- Upcoming Asteroid Occultation Events （页面存档备份，存于）
- The International Occultation Timing Association
- A Brief Discussion of Occultations by Asteroids （页面存档备份，存于）